# Bitcoin Unlimited
Bitcoin Unlimited (比特幣無限)是連接比特幣網路的完整節點(full node)軟件客戶端。
與比特币核心(Bitcoin Core)客戶端硬編碼的塊大小限制到1MB (1,048,576位元組)相比，
Bitcoin Unlimited刪除了區塊大小的限制，允許用戶通過協商來確定塊大小。它是比特幣協議硬分叉的一種，它可以從根本上解除區塊大小的限制。
Bitcoin Unlimited使用的協議是通過比特幣聯盟章程中描述的正式過程來管理。它是遵循已經發佈比特幣XT(Bitcoin XT)和比特幣經典(Bitcoin Classic)規範的一種替代協議，以便把比特幣的交易容量提高到大約每秒2.5-3次交易。

## 外部連結
- Bitcoin Unlimited（页面存档备份，存于）